# Sofia (oblast)
Pour les articles homonymes, voir Sofia (homonymie).
L'oblast de Sofia (en bulgare : Софийска област (Sofiyska oblast)) est l'un des 28 oblasti (« province », « région », « district ») de Bulgarie. C'est la région périphérique de la capitale Sofia (la ville elle-même se situe dans un oblast distinct). Le chef-lieu est la ville de Sofia et tous les services administratifs y sont installés.
Il ne faut pas confondre cet oblast avec l'oblast « urbaine » de Sofia (en bulgare : област София), souvent appelé, par commodité, Sofia-ville. Les deux oblasti (urbaine et périphérique) ont en effet pour chef-lieu la même ville, même si les administrations régionales sont différentes.

## Géographie

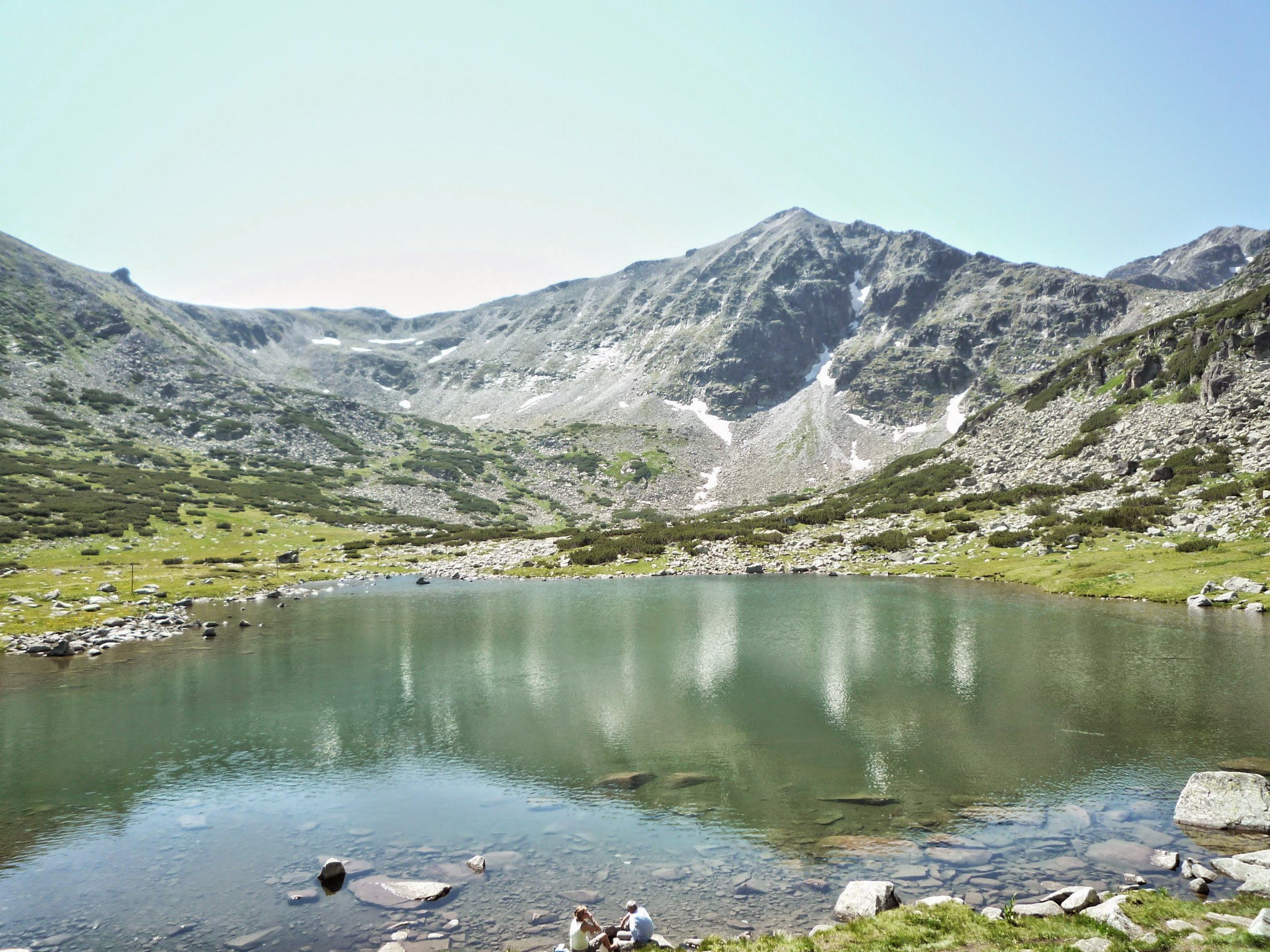
Lacs Musala

La superficie de l'oblast est de 7 059 km2.

## Démographie
Lors d'un recensement récent[Quand ?], la population s'élevait à 273 240 hab., soit une densité de population de 38,71 hab./km2.

## Administration

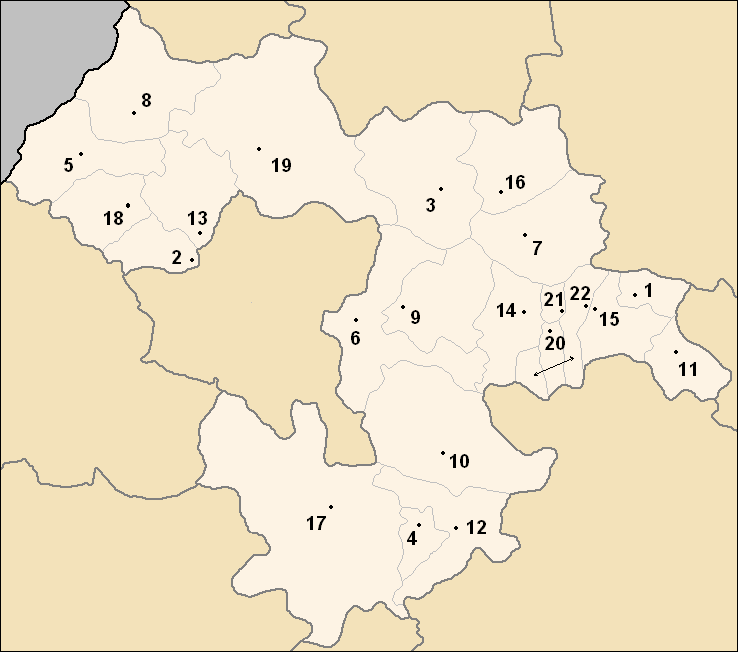
Carte des obchtini de l'oblast de Sofia

L'oblast est administré par un « gouverneur régional » (en bulgare Областен управител), dont le rôle est plus ou moins comparable à celui d'un préfet de département en France. Le gouverneur, en août 2009, était Krasimir Jivkov.

## Subdivisions
L'oblast regroupe douze municipalités (en bulgare, община – obchtina – au singulier, Общини – obchtini – au pluriel), au sein desquelles chaque ville et village conserve une personnalité propre, même si une intercommunalité semble avoir existé dès le milieu du XIXe siècle :
- 1. Anton
- 2. Bojourichte
- 3. Botevgrad
- 4. Dolna banya
- 5. Dragoman
- 6. Elin Pelin
- 7. Etropole
- 8. Godetch
- 9. Gorna Malina
- 10. Ikhtiman
- 11. Koprivchtitsa
- 12. Kostenets
- 13. Kostinbrod
- 14. Mirkovo
- 15. Pirdop
- 16. Pravets
- 17. Samokov
- 18. Slivnitsa
- 19. Svogué
- 20. Tchavdar
- 21. Tchelopetch
- 22. Zlatitsa

## Liste détaillée des localités
Les noms de localités en caractères gras ont le statut de ville (en bulgare : град, translittéré en grad). Les autres localités ont le statut de village (en bulgare : село translittéré en selo).
Les noms de localités s'efforcent de suivre, dans la translittération en alphabet latin, la typographie utilisée par la nomenclature bulgare en alphabet cyrillique, notamment en ce qui concerne l'emploi des majuscules (certains noms de localités, visiblement formés à partir d'adjectifs et/ou de noms communs, ne prennent qu'une majuscule) ou encore les espaces et traits d'union (ces derniers étant rares sans être inusités). Chaque nom translittéré est suivi, entre parenthèses, du nom bulgare original en alphabet cyrillique.

### Anton (obchtina)
L'obchtina d'Anton ne comprend qu'un village :

### Bojourichte (obchtina)
L'obchtina de Bojourichte groupe une ville, Bojourichte, et 9 villages :
Bojourichte (Божурище) ·
Delyan (Делян) ·
Gourmazovo (Гурмазово) ·
Kherakovo (Хераково) ·
Khrabursko (Храбърско) ·
Mala Rakovitsa (Мала Раковица) ·
Pojarevo (Пожарево) ·
Prolecha (Пролеша) ·
Rosoman (Росоман) ·
Zlatoucha (Златуша)

### Botevgrad (obchtina)
L'obchtina de Botevgrad groupe une ville, Botevgrad, et 12 villages :
Bojenitsa (Боженица) ·
Botevgrad (Ботевград) ·
Elovdol (Еловдол) ·
Gourkovo (Гурково) ·
Kraevo (Краево) ·
Lipnitsa (Липница) ·
Litakovo (Литаково) ·
Novatchene (Новачене) ·
Rachkovo (Рашково) ·
Radotina (Радотина) ·
Skravena (Скравена) ·
Troudovets (Трудовец) ·
Vratchech (Врачеш)

### Dolna banya (obchtina)
L'obchtina de Dolna banya ne comprend qu'une ville :

### Dragoman (obchtina)
L'obchtina de Dragoman groupe une ville, Dragoman, et 33 villages :
Berende (Беренде) ·
Berende izvor (Беренде извор) ·
Dolna Nevlya (Долна Невля) ·
Dolno Novo selo (Долно Ново село) ·
Dragoil (Драгоил) ·
Dragoman (Драгоман) ·
Dreatin (Дреатин) ·
Gaber (Габер) ·
Golemo Malovo (Големо Малово) ·
Gorno selo (Горно село) ·
Gralska padina (Грълска падина) ·
Kalotina (Калотина) ·
Kambelevtsi (Камбелевци) ·
Kroucha (Круша) ·
Letnitsa (Летница) ·
Lipintsi (Липинци) ·
Malo Malovo (Мало Малово) ·
Natchevo (Начево) ·
Nedelichte (Неделище) ·
Nesla (Несла) ·
Novo Bardo (Ново Бърдо) ·
Prekraste (Прекръсте) ·
Rayanovtsi (Раяновци) ·
Taban (Табан) ·
Tchekanets (Чеканец) ·
Tcheparlintsi (Чепърлинци) ·
Tchoroul (Чорул) ·
Tchoukovezer (Чуковезер) ·
Tsatsarovtsi (Цацаровци) ·
Tsraklevtsi (Цръклевци) ·
Vasilovtsi (Василовци) ·
Vichan (Вишан) ·
Vladislavtsi (Владиславци) ·
Yalbotina (Ялботина)

### Elin Pelin (obchtina)
L'obchtina d'Elin Pelin groupe une ville, Elin Pelin, et 18 villages :
Bogdanlia (Богданлия) ·
Doganovo (Доганово) ·
Elechnitsa (Елешница) ·
Elin Pelin (ville) (Елин Пелин) ·
gara Elin Pelin (гара Елин Пелин) ·
Gabra (Габра) ·
Golema Rakovitsa (Голема Раковица) ·
Grigorevo (Григорево) ·
Karapoltsi (Караполци) ·
Krouchovitsa (Крушовица) ·
Lesnovo (Лесново) ·
Mousatchevo (Мусачево) ·
Novi khan (Нови хан) ·
Ognyanovo (Огняново) ·
Petkovo (Петково) ·
Potop (Потоп) ·
Ravno pole (Равно поле) ·
Stolnik (Столник) ·
Tchourek (Чурек)

### Etropole (obchtina)
L'obchtina d'Etropole groupe une ville, Etropole, et 9 villages :
Boïkovets (Бойковец) ·
Brousen (Брусен) ·
Etropole (Етрополе) ·
Gorounaka (Горунака) ·
Laga (Лъга) ·
Lopyan (Лопян) ·
Malki Iskar (Малки Искър) ·
Oselna (Оселна) ·
Ribaritsa (Рибарица) ·
Yamna (Ямна)

### Godetch (obchtina)
L'obchtina de Godetch groupe une ville, Godetch, et 19 villages :
Barlya (Бърля) ·
Boukorovtsi (Букоровци) ·
Brakyovtsi (Бракьовци) ·
Chouma (Шума) ·
Gintsi (Гинци) ·
Godétch (Годеч) ·
Golech (Голеш) ·
Goubech (Губеш) ·
Kalenovtsi (Каленовци) ·
Komchtitsa (Комщица) ·
Lopouchnya (Лопушня) ·
Mourgach (Мургаш) ·
Ravna (Равна) ·
Razboichte (Разбоище) ·
Ropot (Ропот) ·
Smoltcha (Смолча) ·
Stanintsi (Станинци) ·
Touden (Туден) ·
Varbnitsa (Върбница) ·
Vradlovtsi (Връдловци)

### Gorna Malina (obchtina)
L'obchtina de Gorna Malina groupe 14 villages :
Aprilovo (Априлово) ·
Baïlovo (Байлово) ·
Belopoptsi (Белопопци) ·
Dolna Malina (Долна Малина) ·
Dolno Kamartsi (Долно Камарци) ·
Gaïtanevo (Гайтанево) ·
Gorna Malina (Горна Малина) ·
Gorno Kamartsi (Горно Камарци) ·
Makotsevo (Макоцево) ·
Negouchevo (Негушево) ·
Osoitsa (Осоица) ·
Sarantsi (Саранци) ·
Stargel (Стъргел) ·
Tchekantchevo (Чеканчево)

### Ikhtiman (obchtina)
L'obchtina d'Ikhtiman groupe une ville, Ikhtiman, et 30 villages :
Balyovtsi (Бальовци) ·
Bantchovtsi (Банчовци) ·
Bardo (Бърдо) ·
Belitsa (Белица) ·
Boeritsa (Боерица) ·
Bogdanovtsi (Богдановци) ·
Borika (Борика) ·
Bouzyakovtsi (Бузяковци) ·
Djamouzovtsi (Джамузовци) ·
Grozdyovtsi (Гроздьовци) ·
Ikhtiman (Ихтиман) ·
Jivkovo (Живково) ·
Kostadinkino (Костадинкино) ·
Lyoubnitsa (Любница) ·
Metchkovtsi (Мечковци) ·
Mirovo (Мирово) ·
Moukhovo (Мухово) ·
Neïkyovets (Нейкьовец) ·
Panovtsi (Пановци) ·
Paounovo (Пауново) ·
Polyantsi (Полянци) ·
Popovtsi (Поповци) ·
Rajana (Ръжана) ·
Selyanin (Селянин) ·
Souevtsi (Суевци) ·
Sredichtna (Средищна) ·
Stambolovo (Стамболово) ·
Tchernyovo (Черньово) ·
Vakarel (Вакарел) ·
Venkovets (Венковец) ·
Verinsko (Веринско)

### Koprivchtitsa (obchtina)
L'obchtina de Koprivchtitsa ne comprend qu'une ville :

### Kostenets (obchtina)
L'obchtina de Kostenets groupe une ville, Kostenets, et 7 villages :
Dolna Vasilitsa (Долна Василица) ·
Golak (Голак) ·
Gorna Vasilitsa (Горна Василица) ·
Kostenets (ville) (Костенец) ·
Lostenets (village) (Костенец) ·
Otchoucha (Очуша) ·
Podgorie (Подгорие) ·
Ptchelin (Пчелин)

### Kostinbrod (obchtina)
L'obchtina de Kostinbrod groupe une ville, Kostinbrod, et 14 villages :
Bezden (Безден) ·
Beledie han (Беледие хан) ·
Bogyovtsi (Богьовци) ·
Boutchin prokhod (Бучин проход) ·
Dragovichtitsa (Драговищица) ·
Drenovo (Дреново) ·
Dramcha (Дръмша) ·
Golyanovtsi (Голяновци) ·
Gradets (Градец) ·
Kostinbrod (Костинброд) ·
Opitsvet (Опицвет) ·
Petartch (Петърч) ·
Ponor (Понор) ·
Tchibaovtsi (Чибаовци) ·
Tsaritchina (Царичина)

### Mirkovo (obchtina)
L'obchtina de Mirkovo groupe 11 villages :
Benkovski (Бенковски) ·
Bounovo (Буново) ·
Brestaka (Брестака) ·
Ilinden (Илинден) ·
Kamenitsa (Каменица) ·
Khvartchil (Хвърчил) ·
Mirkovo (Мирково) ·
Plazichte (Плъзище) ·
Prespa (Преспа) ·
Smolsko (Смолско) ·
Tcherkovichte (Черковище)

### Pirdop (obchtina)
L'obchtina de Pirdop groupe une ville, Pirdop, et un village :
Douchantsi (Душанци) ·
Pirdop (Пирдоп)

### Pravets (obchtina)
L'obchtina de Pravets groupe une ville, Pravets, et 10 villages :
Djourovo (Джурово) ·
Kalougerovo (Калугерово) ·
Manaselska reka (Манаселска река) ·
Osikovitsa (Осиковица) ·
Osikovska Lakavitsa (Осиковска Лакавица) ·
Pravechka Lakavitsa (Правешка Лакавица) ·
Pravets (Правец) ·
Ravnichte (Равнище) ·
Razliv (Разлив) ·
Svodé (Своде) ·
Vidrare (Видраре)

### Samokov (obchtina)
L'obchtina de Samokov groupe une ville, Samokov, et 27 villages :
Alino (Алино) ·
Beltchin (Белчин) ·
Beltchinski bani (Белчински бани) ·
Beli Iskar (Бели Искър) ·
Chipotchane (Шипочане) ·
Chiroki dol (Широки дол) ·
Dolni Okol (Долни Окол) ·
Dospeï (Доспей) ·
Dragouchinovo (Драгушиново) ·
Gorni Okol (Горни Окол) ·
Govedartsi (Говедарци) ·
Goutsal (Гуцал) ·
Klisoura (Клисура) ·
Kovatchevtsi (Ковачевци) ·
Lissets (Лисец) ·
Madjare (Маджаре) ·
Mala tsarkva (Мала църква) ·
Maritsa (Марица) ·
Novo selo (Ново село) ·
Popoviané (Поповяне) ·
Prodanovtsi (Продановци) ·
Radouil (Радуил) ·
Raïovo (Райово) ·
Relyovo (Рельово) ·
Samokov (Самоков) ·
Yarebkovitsa (Яребковица) ·
Yarlovo (Ярлово) ·
Zlokoutchene (Злокучене)

### Slivnitsa (obchtina)
L'obchtina de Slivnitsa groupe une ville, Slivnitsa, et 12 villages :
Aldomirovtsi (Алдомировци) ·
Bakhalin (Бахалин) ·
Barlojnitsa (Бърложница) ·
Bratouchkovo (Братушково) ·
Dragotintsi (Драготинци) ·
Galabovtsi (Гълъбовци) ·
Gourgoulyat (Гургулят) ·
Izvor (Извор) ·
Pichtane (Пищане) ·
Povaliraj (Повалиръж) ·
Radoulovtsi (Радуловци) ·
Rakita (Ракита) ·
Slivnitsa (Сливница)

### Svogué (obchtina)
L'obchtina de Svogué groupe une ville - Svogué - et 37 villages :
Bakyovo (Бакьово) ·
Batouliya (Батулия) ·
Boukovets (Буковец) ·
Bov (Бов) ·
Bréze (Брезе) ·
Brézovdol (Брезовдол) ·
Dobartchin (Добърчин) ·
Dobravitsa (Добравица) ·
Droujevo (Дружево) ·
Elenov dol (Еленов дол) ·
Gabrovnitsa (Габровница) ·
gara Bov (гара Бов) ·
gara Lakatnik (гара Лакатник) ·
Goubislav (Губислав) ·
Iskrets (Искрец) ·
Jelen (Желен) ·
Lakatnik (Лакатник) ·
Leskovdol (Лесковдол) ·
Lévichte ( Левище) ·
Loukovo (Луково) ·
Manastirichte (Манастирище) ·
Milanovo (Миланово) ·
Ogoya (Огоя) ·
Oplétnya (Оплетня) ·
Osenovlag (Осеновлаг) ·
Rebrovo (Реброво) ·
Rédina (Редина) ·
Svidnya (Свидня) ·
Svogué (Своге) ·
Tompsan (Томпсън) ·
Tséretsel (Церецел) ·
Tserovo (Церово) ·
Vlado Tritchkov (Владо Тричков) ·
Yablanitsa (Ябланица) ·
Zanoge (Заноге) ·
Zaséle (Заселе) ·
Zavidovtsi (Завидовци) ·
Zimevitsa (Зимевица)

### Tchavdar (obchtina)
L'obchtina de Tchavdar ne comprend qu'un village :

### Tchelopetch (obchtina)
L'obchtina de Tchelopetch ne comprend qu'un village :

### Zlatitsa (obchtina)
L'obchtina de Zlatitsa groupe une ville, Zlatitsa, et 3 villages :
Karlievo (Карлиево) ·
Petritch (Петрич) ·
Tsarkvichte (Църквище) ·
Zlatitsa (Златица)
À noter : le territoire de l'obchtina est scindé en deux parties séparées par le territoire de l'obchtina de Tchavdar. À l'est, la plus grande partie, qui inclut la ville de Zlatitsa et les villages de Karlievo et Tsarkvichte, à l'ouest, le village de Petritch.